# Dirophanes yezoensis
Dirophanes yezoensis là một loài tò vò trong họ Ichneumonidae.